# Пилипенко, Виктор Васильевич (учёный)
Ви́ктор Васи́льевич Пилипе́нко (15 ноября 1935, город Запорожье, теперь Запорожской области — 25 мая 2015, Днепропетровск) — советский и украинский учёный, специалист в области технической механики, директор Института технической механики НАН Украины. Депутат Верховного Совета УССР 11-го созыва. Академик Национальной академии наук Украины (1982, член-корр. с 1979), доктор технических наук (1968), профессор (1971).

## Биография
В 1954—1959 г. — студент Днепропетровского государственного университета. В 1959 году окончил с отличием физико-технический факультет Днепропетровского государственного университета.
В августе 1959—1961 г. — инженер, в 1961—1962 г. — старший инженер, в 1962—1964 г. — начальник группы, в 1964—1966 г. — начальник сектора динамики жидкостных ракетных двигателей в Конструкторском бюро «Южное» города Днепропетровска. В 1961 году защитил кандидатскую диссертацию.
В августе 1966—1970 г. — старший научный сотрудник сектора проблем технической механики, с мая 1970 г. — заведующий отдела динамики гидромеханических систем Днепропетровского отделения Института механики Академии наук УССР.
В 1968 году защитил докторскую диссертацию. Она стала основой для будущих исследований. Посвящена она была проблемным заданиям динамики жидкостных ракетных двигательных установок теоретическим и экспериментальным исследованиям запуска ЖРДУ, выполненных по схемам без дозаправки и дозапрвкой генераторного газа; экспериментальным исследованиям кавитационных колебаний; исследованию систем зарядки ЖРД; изучению механизмов самовозбуждения и разработке математических моделей кавитационных колебаний; исследованию кавитации в насосах ЖРД на стойкость ракет -носителей в полёте.
Член КПСС с 1970 года.
В 1970—1978 г. — профессор кафедры моторостроения на физико-техническом факультете Днепропетровского государственного университета.
В 1970—1972 и в декабре 1977 — декабре 1978 г. — заместитель руководителя, в декабре 1978 — мае 1980 г. — руководитель Днепропетровского отделения Института механики Академии наук УССР.
В мае 1980—2003 г. — директор Института технической механики АН Украины в городе Днепропетровске. С 2003 г. — почетный директор Института технической механики НАН Украины.
В 1985—2008 г. — председатель Приднепровского научного центра Национальной академии наук Украины и Министерства образования и науки Украины.
В 1993—2004 г. — академик-секретарь Отделения механики НАН Украины, в 1985—2008 г. — член Президиума НАН Украины, с 2008 г. — советник Президиума НАН Украины.
Президент Украинского общества инженеров-механиков (с 1994), член Американского общества инженеров-механиков (с 1995), Российской академии космонавтики имени Циолковского (с 1996), Европейской академии наук (с 2002), Международной академии астронавтики (с 2004), Международной академии авторов открытий и изобретений.
Автор более 300 публикаций, в том числе 3-х монографий, 91 изобретения и 140 статей.

## Награды
- орден Трудового Красного Знамени (1976)
- орден Октябрьской Революции (1982)
- орден князя Ярослава Мудрого V (1995) и IV ст. (1998)
- медали
- лауреат Государственной премии СССР в области науки и техники (1990)
- лауреат Государственной премии Украины в области науки и техники (1997)
- лауреат премии имени Янгеля (1983)
- заслуженный деятель науки и техники Украины (2001)